# The Great Lost Performance – At Asbury Park
A  The Great Lost Performance Johnny Cash amerikai énekes koncertalbuma, amelyet 2007-ben az Island Records adott ki. A felvételek 1990-ből származnak, a helyszín az Asbury Park, New Jersey. A lemez érdekessége, hogy itt adja elő először közönségnek az addig ki nem adott "What Is Man" c. dalt.

## Dalok
1. Ring Of Fire (June Carter, Merle Kilgore) – 3:21
2. Life's Railway To Heaven (M.E. Abbey, C.D. Tillman) – 3:36
3. A Wonderful Time Up There (Trad.) – 2:06
4. Folsom Prison Blues (J. Cash) – 2:50
5. Sunday Morning Coming Down (Kristofferson) – 4:42
6. What Is Man – 3:48
7. Forty Shades Of Green (J. Cash) – 2:40
8. Come Along And Ride This Train (J. Cash) – 1:24
9. Five Feet High And Rising (J. Cash) – 2:15
10. Pickin' Time (J. Cash) – 1:59
11. A Beautiful Day – 1:20
12. Hey Porter (J. Cash) – 2:34
13. Ragged Old Flag (J. Cash) – 3:48
14. Tennessee Flat Top Box (J. Cash) – 3:12
15. Ghost Riders In The Sky (Stan Jones) – 3:36
16. Jackson (Jerry Leiber, Billy Edd Wheele) – 3:33
17. The Wreck Of Old '97 (Cash, Bob Johnson, Norman Blake) – 2:34
18. I Walk The Line (J. Cash) – 3:49

## Munkatársak
- Johnny Cash – gitár, ének
- June Carter Cash – ének
- John Carter Cash – ének
- Lucy Clark -ének
- Kerry Marx – gitár
- Bob Harris  – mandolin
- Earl Poole Ball – zongora
- Steve Logan – basszusgitár
- W.S. Holland – dob

## A Billboard Listán
Album – Billboard (USA)
| Év   | Lista           | Helyezés |
| ---- | --------------- | -------- |
| 2007 | Country Albumok | 60       |

## Külső hivatkozások
- A Linkgyűjtemény
- A Magyar Portál